# Rhotana venosa
Rhotana venosa är en insektsart som beskrevs av William Lucas Distant 1906. Rhotana venosa ingår i släktet Rhotana och familjen Derbidae. Inga underarter finns listade i Catalogue of Life.